# Anne Tremko
Anne Marie Tremko is een Amerikaans actrice.
Tremko is waarschijnlijk het meest bekend voor haar rol in de kortdurende televisieserie Saved by the Bell: The College Years. Hierna speelde ze in een reeks televisiefilms, waaronder True Women (1997) en ze had ook meerdere gastverschijningen in televisieseries, waaronder Wings, Chicago Hope en The District. In 2003 had ze een gastrol in Judging Amy.